# 935 a.C.

## Eventos
- Início do reinado de Assurdã II, rei da Assíria. Reinou até à sua morte em 912 a.C.